# Right Back Where We Started From
Singles de Maxine Nightingale
Love on Borrowed Time
(1971) Gotta Be the One
(1976)
Right Back Where We Started From est une chanson de la chanteuse britannique Maxine Nightingale, parue sur son premier album studio éponyme et sortie en 1975. Elle est écrite par Pierre Tubbs et J. Vincent Edwards.
La chanson a connu un succès international, atteignant la première place en Belgique francophone et le top 10 des hit-parades en Australie, au Canada, aux États-Unis, en Nouvelle-Zélande, aux Pays-Bas, au Royaume-Uni et en Suède. Elle obtient le disque d'or au Canada et aux États-Unis.
En 1989, une reprise par la chanteuse britanno-américaine Sinitta a atteint la quatrième place du UK Singles Chart.

## Contexte
Lors d'une interview accordée à Michael Shelley de la radio WFMU, en mai 2008, l'auteur de la chanson J. Vincent Edwards rappelle avoir entendu Maxine Nightingale chanter lors d'une session de la chanson Fool d'Al Matthews. Le producteur Pierre Tubbs avait proposé à Nightingale d'enregistrer Right Back Where We Started From, et Edwards l'a invitée à coécrire la chanson. La chanson reflète l'admiration d'Edwards pour l'équipe d'auteurs-compositeurs de Motown, Holland-Dozier-Holland. Edwards et Nightingale écrivent la chanson en sept minutes alors qu'ils se rendent en voiture à l'hôpital Charing Cross où la femme de Tubbs, Gabrielle (née Zimmerman), devait donner naissance à la fille de Tubbs, Nadine.
Maxine Nightingale a enregistré Right Back Where We Started From moins d'une semaine après qu'Edwards lui a proposé la chanson, bien qu'elle ait d'abord refusé, ne succombant à la persuasion d'Edwards qu'à la condition que le titre soit publié sous un pseudonyme. Edwards a également dû convaincre Nightingale d'accepter un règlement sous forme de redevances plutôt qu'une rémunération unique équivalente à 45 dollars américains. La chanson sera finalement publiée sous son vrai nom de Maxine Nightingale et recevra une redevance plus importante que celle qu'elle avait acceptée. Selon Edwards, il a été envisagé d'enregistrer Right Back Where We Started From en duo avec Nightingale, mais cette possibilité a été abandonnée lorsque Private Stock Records a recruté Edwards pour enregistrer un remake de la chanson Worst That Could Happen (en). Nightingale déclare au Rolling Stone que la voix d'Edwards sur la maquette était « plutôt horrible ». L'enregistrement a eu lieu au Central Sound Studio, avec d'autres musiciens dont le batteur Pete Kircher et le claviériste Dave Rowberry. Nightingale précise au Rolling Stone qu'elle n'a pas apprécié l'utilisation par Pierre Tubbs d'un arrangement de claviers fracassants et de lourds claquements de mains ; elle a également été gênée par le fait qu'on lui ait demandé de chanter dans une tonalité plus aiguë que celle à laquelle elle était habituée.

## Accueil commercial
La chanson s'impose dans les discothèques londoniennes à partir de 1975 et atteint la 8e place du UK Singles Chart le 29 novembre 1975,.
Aux États-Unis, le single est entré dans les classements en février 1976 et s'est hissé jusqu'à la deuxième place du Billboard Hot 100 le 1er mai 1976. Bien que Right Back Where We Started From ait été tenu à l'écart du sommet de ce classement pendant deux semaines par Let Your Love Flow des Bellamy Brothers, puis par Welcome Back de John Sebastian, le single a atteint la première place des classements des deux autres principaux magazines de l'industrie musicale américaine, Cash Box et Record World. Le 27 avril, le single a été certifié disque d'or pour un million d'unités vendues. Il est également apparu dans les classements Easy Listening et Hot Soul Singles de Billboard, respectivement à la 5e et 46e place,.
Dans les pays francophones, le single devient également un succès, atteignant la première place du hit-parade wallon en Belgique et la 13e place du hit-parade du CIDD en France.

## Liste des titres
| A. | Right Back Where We Started From | 2:59 |
| B. | Believe in What You Do           | 3:36 |

## Crédits
- Maxine Nightingale – chant, chœurs
- Pierre Tubbs – guitare, synthétiseur, percussion, chœurs
- Mike de Albuquerque – basse
- Pete Kircher – batterie
- Al Matthews, Pete Kircher – chœurs
- Peter Hughes – saxophone bariton
- Vince Edwards – percussion, chœurs

## Classements et certifications
| Classement (1975–76)                    | Meilleure position |
| --------------------------------------- | ------------------ |
| Allemagne de l'Ouest (Media Control)    | 38                 |
| Australie (Kent Music Report),          | 4                  |
| Belgique (Flandre Ultratop 50 Singles)  | 2                  |
| Belgique (Wallonie Ultratop 50 Singles) | 1                  |
| Canada (Top Singles)                    | 12                 |
| Canada (Pop Music Playlist)             | 1                  |
| États-Unis (Hot 100)                    | 2                  |
| États-Unis (Hot Soul Singles)           | 46                 |
| États-Unis (Easy Listening)             | 5                  |
| États-Unis (Cash Box Top 100)           | 1                  |
| Europe (Europarade)                     | 7                  |
| France (CIDD)                           | 13                 |
| Irlande (IRMA)                          | 14                 |
| Nouvelle-Zélande (RMNZ)                 | 6                  |
| Pays-Bas (Nederlandse Top 40)           | 5                  |
| Pays-Bas (Nationale Hitparade)          | 3                  |
| Royaume-Uni (UK Singles Chart)          | 8                  |
| Suède (Sverigetopplistan)               | 9                  |

| Classement (1976)              | Position |
| ------------------------------ | -------- |
| Australie (Kent Music Report)  | 32       |
| Belgique (Flandre Ultratop)    | 30       |
| Canada (Top Singles)           | 116      |
| États-Unis (Hot 100)           | 28       |
| États-Unis (Easy Listening)    | 48       |
| France (SNEPA)                 | 84       |
| Pays-Bas (Nederlandse Top 40)  | 38       |
| Pays-Bas (Nationale Hitparade) | 46       |

| Classement (1958-2018) | Position |
| ---------------------- | -------- |
| États-Unis (Hot 100)   | 591      |

### Certifications
| Pays                                                                    | Certification | Ventes certifiées |
| ----------------------------------------------------------------------- | ------------- | ----------------- |
| Canada (CRIA)                                                           | Or            | 75 000^           |
| États-Unis (RIAA)                                                       | Or            | 500 000^          |
| ^Mise en rayon selon la certification xNon précisé par la certification |               |                   |